# Wojciech Majchrzak (koszykarz)
Wojciech Majchrzak (ur. 7 lutego 1974 w Tarnowie) – polski koszykarz, występujący na pozycji skrzydłowego, reprezentant Polski.

## Osiągnięcia
Drużynowe
- Finalista Pucharu Polski (2005)
- Awans do PLK:
  - z Unią Tarnów (1997)
  - ze Sportino Inowrocław (2008)
- Uczestnik rozgrywek Pucharu Koracia (1999/2000)

Indywidualne
- Największy postęp PLK (2002 według Gazety)[1]
- Uczestnik:
  - meczu gwiazd PLK (2005)[2]
  - konkursu rzutów za 3 punkty PLK (2005)[3]

Reprezentacja
- Uczestnik kwalifikacji do Eurobasketu (2003)